# Ernst Öpik
Ernst Julius Öpik (23 de octubre de 1893, Kunda, Imperio ruso (actual Estonia) - 10 de septiembre de 1985, Bangor, Irlanda del Norte, Reino Unido). Fue un astrónomo y astrofísico ruso de origen estonio. Trabajó durante gran parte de su vida (1948-1981) en el Observatorio de Armagh, Irlanda del Norte, Reino Unido.
Öpik estudió en la Universidad de Moscú, y se especializó en el estudio de cuerpos celestes distantes, como asteroides, cometas, y meteoroides. Completó su doctorado en la Universidad de Tartu. En 1922 predijo que en Marte habría una gran cantidad de cráteres mucho antes de que se comprobara mediante sondas espaciales. En 1932 postuló una teoría acerca de los orígenes de los cometas en nuestro sistema solar. Él creía que estos cometas orbitaban en una nube que se encontraba más allá de la órbita de Plutón. Esta nube se conocería más tarde como la nube de Oort. También inventó la rocking camera, que permite determinar la velocidad a la que entran los meteoros en la atmósfera. Fue el primero en calcular la densidad de una enana blanca (40 Eri B) en 1915, y en determinar la distancia exacta de un objeto intergaláctico (Andrómeda), en 1922. En 1944, Öpik dejó su país natal debido al miedo de la inminente entrada del ejército ruso en Estonia. Vivió en Alemania como refugiado, y ejerció como rector en la Universidad del Báltico para refugiados. En 1948, el Observatorio de Armagh le ofreció un puesto de trabajo que Ernst no dudó en aceptar. También planteó la Teoría del Universo Pulsante.
En 1975 recibió la Medalla de oro de la Real Sociedad Astronómica, en 1976 le fue concedida la Medalla Bruce, y en 1960 se le otorgó la Medalla J. Lawrence Smith. El asteroide (2099) Öpik fue nombrado en su honor.